# Hiéroglyphe égyptien M30

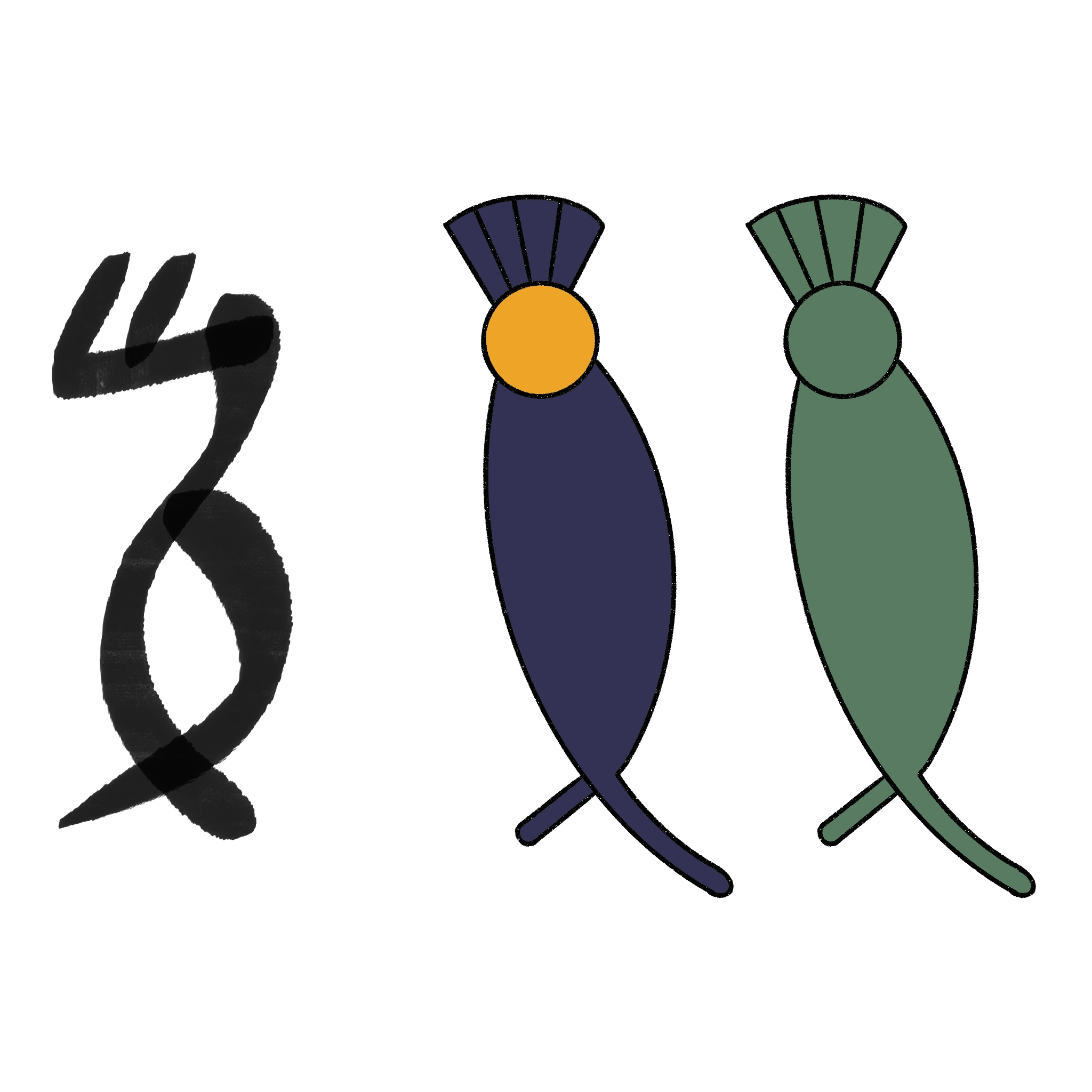
Version hiératique et hiéroglyphique

La spathe de dattier, en hiéroglyphes égyptiens, est classifiée dans la  section M « Arbres et plantes » de la liste de Gardiner ; cet hiéroglyphe y est noté M30.

## Représentation
Il représente une spathe de palmier dattier (Phoenix dactylifera). Vert il peut néanmoins parfois être bleu avec le disque jaune. Il est translittéré bnr.

## Utilisation
| b | n · r | M30 | / | M30 | Y1V |

| b | n · r | M30 | / | M30 | Y1V |

| M30 | M33 | / | b · n | i | M30 | N33B · Z2 |

| M30 | M33 | / | b · n | i | M30 | N33B · Z2 |

grec ancien : φοινιξ « phénix, dattier » en référence à la survivance aux incendies du dattier. Référence surtout
| b | n · nw | w | G31 |

| b | n · nw | w | G31 |

la dénomination latine (Phoenix dactylifera) donnée par Carl von Linné en 1734,.

## Exemples de mots
| b · n | i | W | M30 | W22 · Z2 |

| b · n | i | W | M30 | W22 · Z2 |

| b | n · r | i | t&M30 |

| b | n · r | i | t&M30 |

| b | n · r | i | i | t · y | M30 | A24 | A1 · Z2 |

| b | n · r | i | i | t · y | M30 | A24 | A1 · Z2 |